# World Professional Basketball Tournament 1943
L'edizione 1943 del World Professional Basketball Tournament  fu la quinta nella storia della manifestazione.
Vinsero il titolo i Washington Bears, che ebbero la meglio contro gli Oshkosh All-Stars.

## Risultati

### Prima fase
15 marzo 1943
- Fort Wayne Zollner Pistons 57, Indianapolis Pure Oils 52
- Detroit Eagles 33, Akron Collegians 31
- Dayton Dive Bombers 46, Chicago Ramblers 41
- Minneapolis Sparklers 45, South Bend Studebaker Champions 44

### Fase finale
|  | Quarti di finale           | Quarti di finale           |                   |                     | Semifinali                 | Semifinali                |  |  | Finale        | Finale |
|  |                            |                            |                   |                     |                            |                           |  |  |               |        |
|  | 15 marzo 1943              |                            |                   |                     |                            |                           |  |  |               |        |
|  |                            |                            |                   |                     |                            |                           |  |  |               |        |
|  | Oshkosh All-Stars          | 65                         |                   |                     |                            |                           |  |  |               |        |
|  | Oshkosh All-Stars          | 65                         | 17 marzo 1943     |                     |                            |                           |  |  |               |        |
|  | Detroit Eagles             | 36                         |                   |                     |                            |                           |  |  |               |        |
|  | Detroit Eagles             | 36                         | Oshkosh All-Stars | 40                  |                            |                           |  |  |               |        |
|  | 16 marzo 1943              |                            | Oshkosh All-Stars | 40                  |                            |                           |  |  |               |        |
|  |                            | Fort Wayne Zollner Pistons | 39                |                     |                            |                           |  |  |               |        |
|  | Fort Wayne Zollner Pistons | Fort Wayne Zollner Pistons | 39                | 48                  |                            |                           |  |  |               |        |
|  | Fort Wayne Zollner Pistons |                            | 18 marzo 1943     | 48                  |                            |                           |  |  |               |        |
|  | Sheboygan Red Skins        | 40                         |                   |                     |                            |                           |  |  |               |        |
|  | Sheboygan Red Skins        | 40                         | Oshkosh All-Stars | 41                  |                            |                           |  |  |               |        |
|  | 16 marzo 1943              |                            | Oshkosh All-Stars | 41                  |                            |                           |  |  |               |        |
|  |                            | Washington Bears           | 43                |                     |                            |                           |  |  |               |        |
|  | Washington Bears           | Washington Bears           | 43                | 48                  |                            |                           |  |  |               |        |
|  | Washington Bears           | 17 marzo 1943              |                   | 48                  |                            |                           |  |  |               |        |
|  | Minneapolis Sparklers      | 21                         |                   |                     |                            |                           |  |  |               |        |
|  | Minneapolis Sparklers      | 21                         | Washington Bears  | 38                  | Finale per il terzo posto  | Finale per il terzo posto |  |  |               |        |
|  | 16 marzo 1943              |                            | Washington Bears  | 38                  | Finale per il terzo posto  | Finale per il terzo posto |  |  |               |        |
|  |                            | Dayton Dive Bombers        | 30                |                     |                            |                           |  |  |               |        |
|  | Dayton Dive Bombers        | Dayton Dive Bombers        | 30                | 44                  | Fort Wayne Zollner Pistons | 58                        |  |  |               |        |
|  | Dayton Dive Bombers        |                            |                   | 44                  | Fort Wayne Zollner Pistons | 58                        |  |  |               |        |
|  | Harlem Globetrotters       | 34                         |                   | Dayton Dive Bombers | 52                         |                           |  |  |               |        |
|  | Harlem Globetrotters       | 34                         |                   |                     | 52                         |                           |  |  |               |        |
|  |                            |                            |                   |                     |                            |                           |  |  | 18 marzo 1943 |        |
|  |                            |                            |                   |                     |                            |                           |  |  |               |        |

## All Tournament Team

### All-Tournament first team
- Pop Gates, Washington Bears
- Curly Armstrong, Fort Wayne Zollner Pistons
- Dolly King, Washington Bears
- Charley Shipp, Oshkosh All-Stars
- Buddy Jeannette, Sheboygan Red Skins

### All-Tournament second team
- Ralph Vaughn, Oshkosh All-Stars
- John Isaacs, Washington Bears
- Hal Tidrick, Dayton Dive Bombers
- Bobby McDermott, Fort Wayne Zollner Pistons
- Zack Clayton, Washington Bears